# رفيفات
رفيفات أو ارفيفات أو رفيفات أنصاب أو جليب رفيفات منطقة عراقية فيها بئر، وفيضة في قضاء السلمان بمحافظة المثنى بصحراء الحجرة بالبادية العراقية جنوب العراق.